# تپه ده‌سواران ۲
تپه ده سواران ۲ مربوط به دوران پارینه‌سنگی جدید است و در شهرستان کرمانشاه، بخش مرکزی، دهستان دورود فرامان، ۱/۳ کیلومتری شرق روستای ده سواران واقع شده و این اثر در تاریخ ۱۸ اسفند ۱۳۸۷ با شمارهٔ ثبت ۲۴۸۴۷ به‌عنوان یکی از آثار ملی ایران به ثبت رسیده است.